# Андижанская полька
Андижанская полька (кирг. Анжиян полькасы, узб. Andijon polkasi) — мелодия для узбекского народного инструмента и одноименный танец.

## История мелодии и танца
Мелодия была создана в 1920-х годах. Автором музыки является народный артист Узбекистана, актер, композитор и гармонист Ориф Тошматов. Вскоре после появления мелодии, постановщик танцев- Абдугаффар Кодиров поставил танец на эту музыку. Премьера «Андижанской польки» состоялась на андижанском спектакле Ошского театра имени Кирова (ныне Ошский музыкально-драматический театр имени Бабура) в рамках Дня культуры Киргизской ССР в Узбекистане. Первоначально у танца не было даже названия. Первой исполнительницей танца стала народная артистка Киргизской ССР Розияхон Муминова и поскольку у танца не было официального названия, танцовщица называла его просто «мужским». Танец быстро стал популярным и получил название «Андижанская полька». Мелодия основана на классической музыке Узбекистана, но гармонирует и с музыкальными композициями других народов. Мелодия танца написана в мажорном ключе 2/4 (или 4/4) и отличается веселой игривостью.
Андижанская полька имеется как в мужском, так и в женском исполнении. Девушки, при исполнении танца одевают мужской наряд и в шутливой форме изображают мужские движения. В городе Андижан ежегодно проводятся танцевальный конкурс под названием «Когда звучит Андижанская полька».
В 2022 году по инициативе хокима Андижанской области Шухратбека Абдурахмонова был проведен месячник «Андижанской польки» в связи со 100-летием со дня создания танца. В том же году на совещании при президенте республики Узбекистан Ш. М. Мирзиёеве была озвучена инициатива по внесению танца в список нематериального культурного наследия ЮНЕСКО. Президент поддержал эту инициативу.